# Jabá (handebolista)
Osvaldo Inocente Filho ou Jabá (São Paulo, 22 de julho de 1965) é um handebolista brasileiro, que atuava como goleiro.
Integrou a seleção brasileira em duas olimpíadas: Barcelona 1992 e Atlanta 1996.

## Trajetória esportiva
Começou a jogar handebol em Rondônia, para onde o pai se mudou quando ele ainda era criança. Chegou a defender a seleção Rondoniense, sob o comando do técnico Prof. Marco Paulo Stigger, mas o pai mudou-se novamente para o Espírito Santo.
Participou de uma competição universitária em Maceió, aos 21 anos, e foi visto pelo presidente da Confederação Brasileira de Handebol que o convocou para a seleção brasileira júnior. Passou a defender a equipe de Chapecó em 1986 e, em seis meses, chegou à seleção brasileira adulta.
Participou da conquista da medalha de bronze nos Jogos Pan-Americanos de 1987 em Indianápolis; nos Jogos Pan-Americanos de 1991 em Havana, e de 1995 em Mar del Plata, conquistou a medalha de prata.
Foi aos Jogos Olímpicos de 1992 em Barcelona, e aos Jogos Olímpicos de 1996 em Atlanta.
Encerrou a carreira de atleta em 1996, quando se mudou para Itaúnas, no Espírito Santo, onde montou uma pousada. Treze anos depois de deixar o esporte, recebeu o convite do amigo Marquinhos para participar de um jogo em Chapecó. Jogou por mais três anos e voltou a Itaúnas em 2012.